# Chaetocladius tibialis
Chaetocladius tibialis är en tvåvingeart som först beskrevs av Jean-Jacques Kieffer och August Friedrich Thienemann 1908.  Chaetocladius tibialis ingår i släktet Chaetocladius och familjen fjädermyggor.
Artens utbredningsområde är Tyskland. Inga underarter finns listade i Catalogue of Life.